# Шаховске категорије
Шаховске категорије је мерило за рангирање шаховских играча (слично као нпр. појасеви у каратеу). Предвиђене Правилником о категоризацији ШСЈ.

## Мушкарци
Категорије су (идући од најслабије ка најјачој):
- ванкатегорник
- 4. категорија
- 3. категорија
- 2. категорија
- 1. категорија
- мајсторски кандидат
- мајстор

Категорије се не уписују у турнирске табеле на турнирима који се рејтингују. Страном играчу који игра на турниру који се категорише у Србији признаје се категорија коју има у својој земљи, а ако нема категорију, уписује му се 1. категорија.

## Жене
У женској конкуренцији, категорије су следеће:
- шахисткиња без категорије
- шахисткиња 4. категорија
- шахисткиња 3. категорија
- шахисткиња 2. категорија
- шахисткиња 1. категорија
- женски мајсторски кандидат
- женски мајстор

Категорије жена умањују се за два степена када жене играју на мушким турнирима. Нпр. жена са категоријом ЖМК (женски мајсторски кандидат), ако игра на мушком турниру, рачуна јој се 2. категорија. Иначе, жене могу имати и мушке категорије — учешћем на мушком турниру, шахисткиња може освојити само мушку категорију, а не и женску. Освајањем мушке категорије, аутоматски јој се признаје идентична женска категорија.

## Норме за освајање категорија
Норме за освајање категорија регулисане су Правилником о категоризацији ШСЈ. Категорије могу бити освојене на категорним и мешовитим турнирима, екипним такмичењима по Бергеровом и швајцарском систему. Додељивање категорија на основу резултата остварених на отвореним турнирима по швајцарском систему као и на првенственим екипним такмичењима врши се на лични захтев.
Победник Кадетског првенства Србије у шаху аутоматски добија категорију мајсторског кандидата.

### Категорни турнири
Намена им је првенствено популаризација шаха, како би што више играча стекло одређени ранг. То је шаховски турнир на ком играју играчи исте категорије. На категорном турниру може се стећи само прва виша категорија. За освајање прве више категорије, турнир мора имати најмање 10 играча ако се игра по Бергеровом, односно најмање 9 кола ако се игра по швајцарском систему. За стицање категорије мајсторског кандидата, 1. и 2. категорије, темпо игре не сме бити бржи од 25 потеза на сат по играчу. За стицање 3. и 4. категорије, темпо игре не сме бити бржи од 50 потеза на сат по играчу.
- На категорном турниру ванкатегорника, 5 играча осваја 4. категорију;
- На категорном турниру играча 4. категорије, 4 играча осваја 3. категорију;
- На категорном турниру играча 3. категорије, 3 играча осваја 2. категорију;
- На категорном турниру играча 2. категорије, 2 играча осваја 1. категорију;
- На категорном турниру играча 1. категорије, 1 играча осваја категорију мајсторског кандидата.

У случају деобе критичних места за освајање категорије код Бергеровог турнира, узимају се редом 
следећи критеријуми:
- бољи успех према победницима
- међусобни резултат
- већи број победа
- Сонеборн-Бергер критеријум
- жреб

У случају деобе критичних места за освајање категорије на такмичењу организованом по швајцарском систему, узимају се редом следећи критеријуми:
- бољи Бухолц-коефицијент
- међусобни резултат
- већи број победа
- Сонеборн-Бергер критеријум
- жреб

На мушком категорном турниру могу наступати највише две шахисткиње. док је мушкарцима, на женским категорним турнирима, забрањено право наступа.

### Мешовити турнири
То су шаховски турнири на којима наступају играчи разних категорија. На мешовитим турнирима може се освојити
категорија за два степена виша од оне коју играч поседује пре почетка турнира. Да би освојио за један степен јачу категорију, играч мора освојити 100% поена од играча нижих категорија од своје, 75% поена од играча своје категорије, 55% поена од играча прве више категорије и 40% поена од играча за две категорије више од своје сопствене категорије.
За освајање више категорије, мешовити турнир мора имати најмање 10 играча ако се игра по Бергеровом, односно најмање 9 кола ако се игра по швајцарском систему. Играч мора имати најмање 9 одиграних партија на једном турниру или у једној лиги да би освојио вишу категорију. За стицање категорије мајсторског кандидата, 1. и 2. категорије, темпо игре не сме бити бржи од 25 потеза на сат по играчу. За стицање 3. и 4. категорије, темпо игре не сме бити бржи од 50 потеза на сат по играчу. Најмање 9 противника играча морају имати категорије које су више или једнаке за два степена нижој категорији од оне коју играч осваја. Тако, на пример, ако је играч учествовао на турниру по швајцарском систему са 13 кола, за освајање категорије мајсторског кандидата морао је имати најмање 9 противника са 2. или вишом категоријом.
Код Бергерових турнира, потребно је да најмање трећина учесника има категорију коју играч осваја, вишу, док код швајцарског система, играч мора имати најмање трећину учесника свог турнира са категоријом коју осваја или вишом. Код појединачног такмичења по кружном систему, највише две трећине учесника може бити из истог клуба, а код швајцарског система, највише две трећине учесника његовог индивидуалног турнира може бити из истог клуба.

### Губитак категорије
На сваком турниру који испуњава услове за категоризацију, односно на ком се може освојити било која категорија (изузимајући екипна такмичења), играч може изгубити своју категорију и пасти у прву нижу, ако постигне мање од 50% поена потребних за освајање његове категорије. На категорном турниру, играч губи своју категорију ако освоји мање од 25% могућих поена. Но, играч неће изгубити категорију по наведеним условима ако је навршио 50 година старости (односно 45 код шахисткиња).
Ако играч неоправдано иступи са турнира који се игра по швајцарском систему, онда му се рачунају све преостале партије са фиктивним противницима с којима није играо док је учествовао на турниру који имају најнижу категорију (али не два степена нижу од његове), па му се на основу тих противника обрачунава евентуални „рђав пласман“.
4. категорија, као и категорија националног мајстора играчу остају доживотно (не могу се изгубити).